# Гавайська надпечатка на доларах США

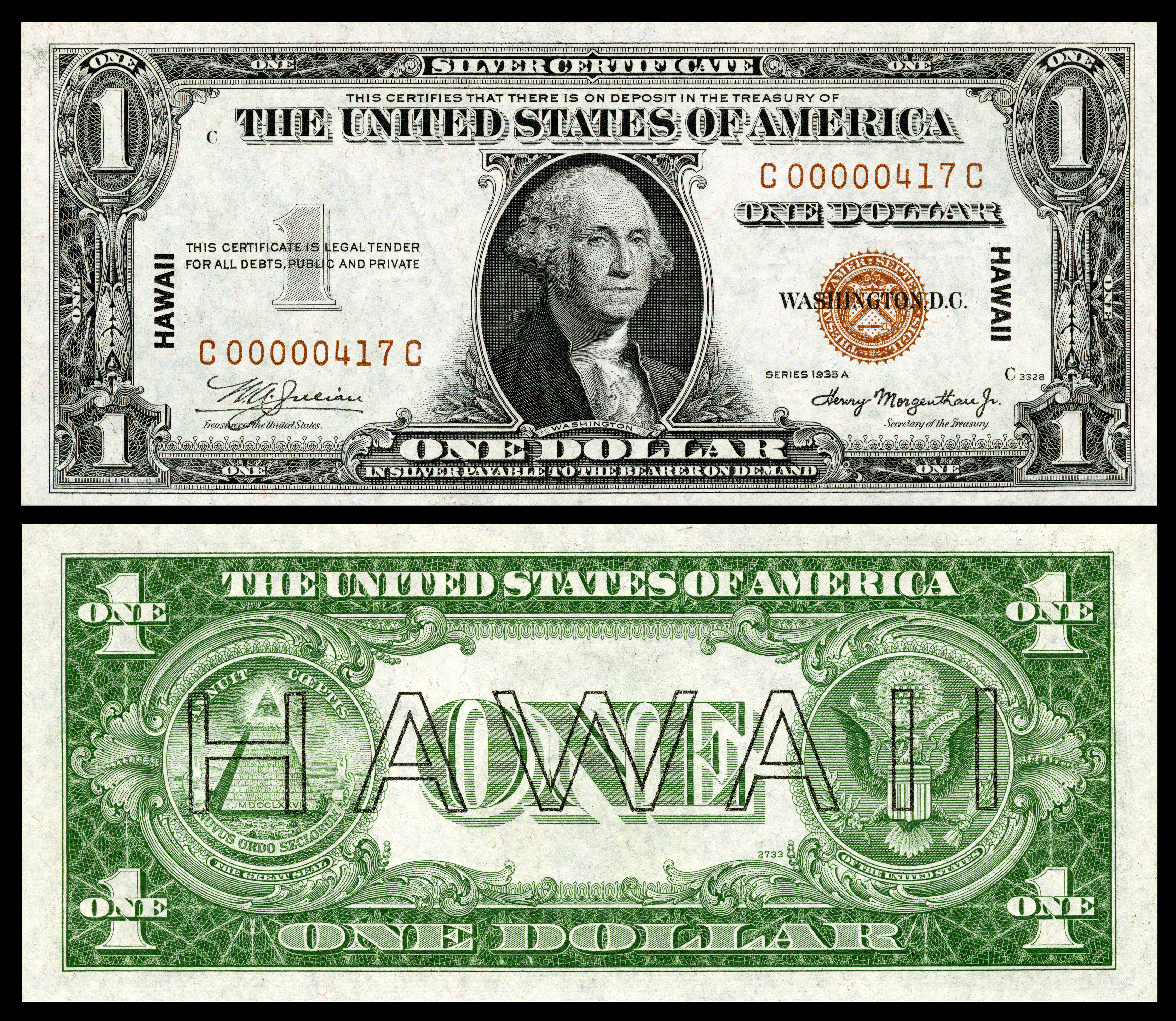
Надпечатка на срібному сертифікаті в 1 долар після атаки Перл-Гарбора на випадок окупації островів Японією

Гавайська надпечатка на доларах США — надпечатка на валюті США, що була в обігу на Гаваях в роки Другої світової війни.
Надпечатки на грошах робилися під час Другої світової війни після нападу Японії на Перл-Гарбор. Мета — помітити валюту США, що була в обігу на Гаваях, словом «HAWAII» («Гаваї») — на випадок захоплення японцями Гавайських островів: якби японці вирішили вилучити гроші у гавайців, отримані ними купюри не володіли б ніякою цінністю зважаючи на їх легку ідентифікацію.
Надпечатки робилися з січня 1942 року по 1944 на банкнотах випуску Сан-Франциско (банк ФРС № 12) серій 1934 і 1935 років номіналами в 5, 10 і 20 доларів і срібному сертифікаті в 1 долар. Згідно з указом військового губернатора Делоса Еммонса (англ. Delos Carleton Emmons) від 10 січня 1942 року, у населення і компаній острова були вилучені долари і видані замість них та ж кількість, але спеціально надрукованими банкнотами з великим написом «HAWAII» на зворотному боці купюр. На лицьовій їх частини ліворуч і праворуч теж був такий напис, виконаний вертикально і у зменшеному розмірі.
Після закінчення війни всі банкноти з надпечатками були знищені (спалені в крематоріях кладовищ). Деяка частина їх залишилася у жителів і військовослужбовців як сувеніри.